# Berrueco (Saragossa)
Berrueco ist ein spanischer Ort und eine Gemeinde (municipio) mit nur noch 33 Einwohnern (Stand: 2024) im Süden der Provinz Saragossa in der Autonomen Gemeinschaft Aragonien. Die Gemeinde gehört zur bevölkerungsarmen Serranía Celtibérica.

## Lage und Klima
Berrueco liegt ca. 105 Kilometer südsüdwestlich der Provinzhauptstadt Saragossa in einer Höhe von ca. 1085 m im Osten der Laguna de Gallocanta. 
Das Klima ist gemäßigt bis warm; Regen (ca. 472 mm/Jahr) fällt übers Jahr verteilt.

## Bevölkerungsentwicklung
| Jahr      | 1970 | 1981 | 1991 | 2001 | 2011 | 2021 |
| Einwohner | 77   | 42   | 43   | 40   | 45   | 35   |

Die Mechanisierung der Landwirtschaft, die Aufgabe bäuerlicher Kleinbetriebe und der damit verbundene Verlust von Arbeitsplätzen führten in der zweiten Hälfte des 20. Jahrhunderts zu einem deutlichen Rückgang der Bevölkerungszahl (Landflucht).

## Sehenswürdigkeiten
- Reste des keltiberischen Oppidums in der Flur El Castellar
- Kirche
- alte Burganlage

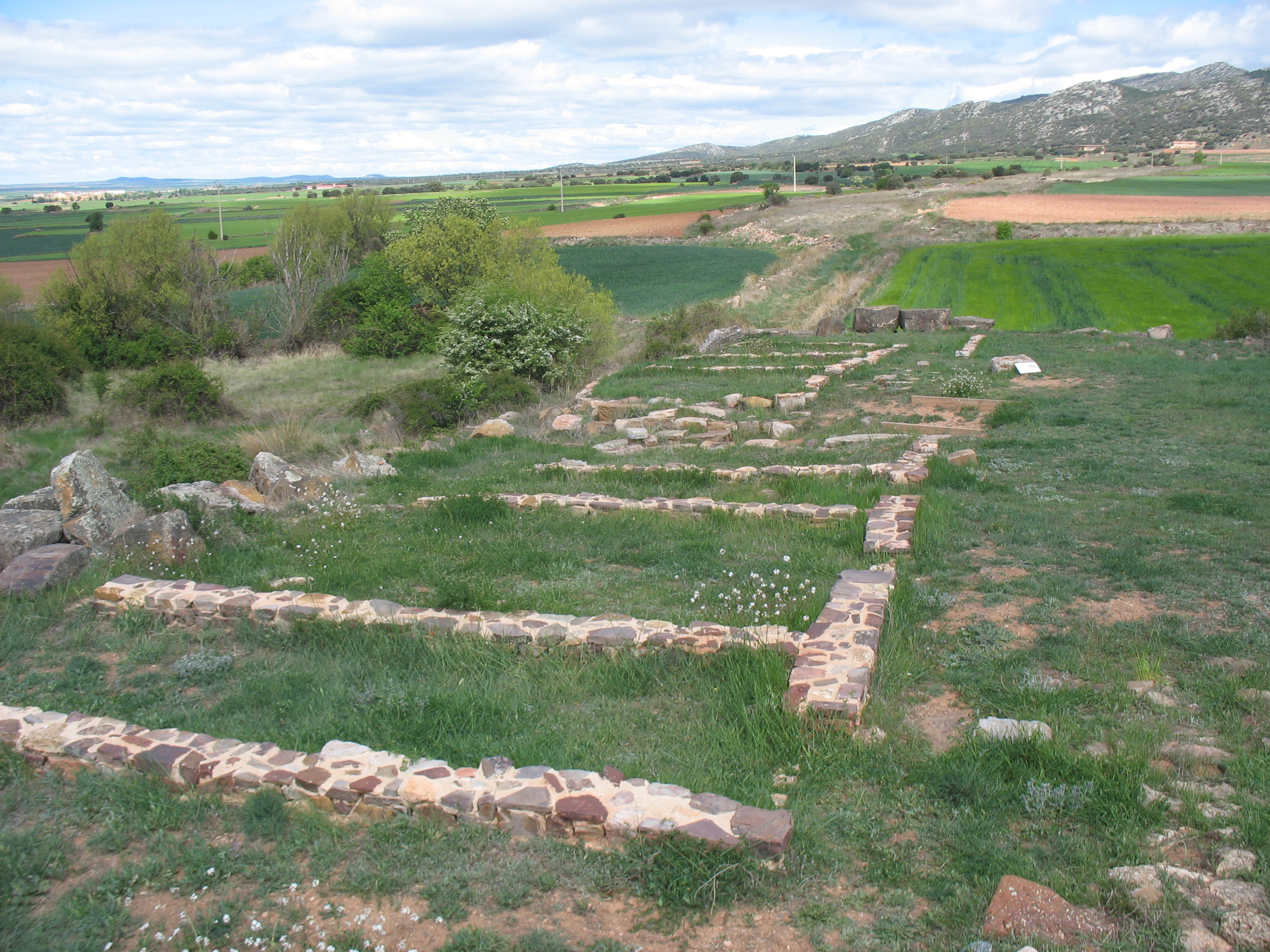
Reste des keltiberischen Oppidums
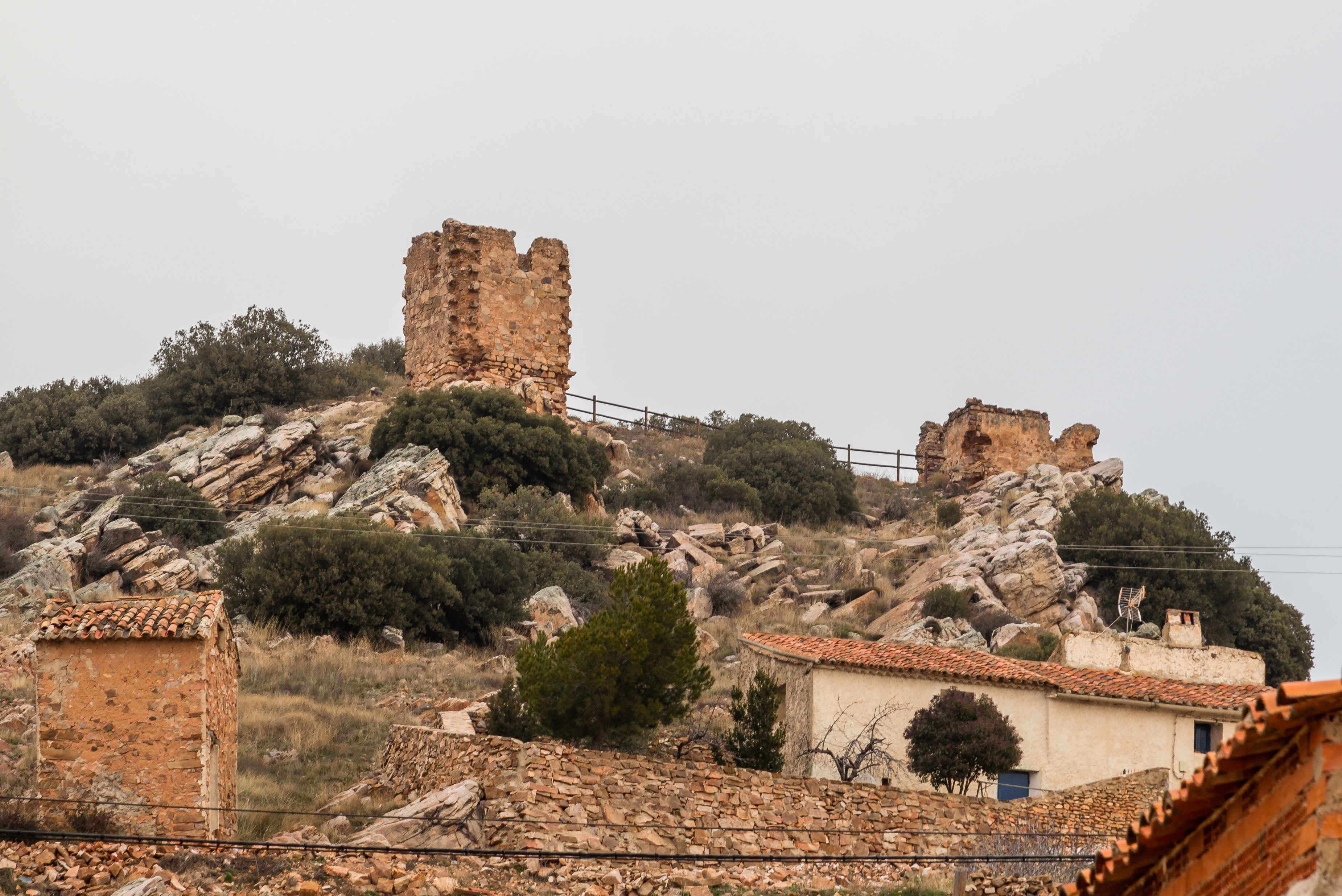
Reste der Burganlage